# Усвоение языка
Усвое́ние языка́ — процесс обучения человека языку, исследуемый лингвистами. Обычно фраза обозначает усвоение родного языка ребёнком, в противовес термину усвоение второго языка, под которым понимается процесс приобретения навыков общения на новом иностранном языке, независимо от числа ранее выученных.
Вокруг вопроса о роли врождённых биологических способностей при усвоении первого языка ведутся горячие споры. Теория универсальной грамматики предполагает существование общих принципов, присущих любому языку. Лингвисты Ноам Хомский и Эрик Леннерберг считают, что у всех детей существуют врождённые способности, направляющие процесс языкового обучения.

## Процесс усвоения языка
Усвоение языка предполагает приобретение навыков восприятия языка на слух и речи, в языках с письменностью к ним добавляются также чтение и письмо.
Существует два различных подхода к усвоению языка: прямые (натуральные) и лексико-грамматические методы. Прямые методы основаны на подражании. Таким способом идёт порождение речи на родном языке. Прямые методы используются в некоторых подходах к освоению иностранных языков («метод полного погружения», «метод Шехтера» и других). Лексико-грамматические методы основаны на усвоении структуры языка (грамматики) и заучивании слов (лексики). Лексико-грамматические методы используются при традиционном обучении иностранным языкам в школах и вузах. Многие педагогические методики комбинируют обе группы подходов.

## Группирование
Центральная идея теорий с применением группирования заключается в том, что развитие языка происходит посредством постепенного изучения значимых группировок (фрагментов) элементарных составляющих, которые могут быть словами, фонемами или слогами. В последнее время этот подход был весьма успешным в моделировании нескольких явлений, обнаруживаемых при усвоении синтаксических категорий (en:syntactic category) и фонологических знаний.
Теории с разбивкой по языкам составляют группу теорий, связанных со статистическими теориями обучения, предполагающих, что вклад среды играет важную роль; однако использующих разные механизмы обучения.
Исследователи Института эволюционной антропологии Общества Макса Планка разработали компьютерную модель, анализирующую ранние разговоры с малышами, чтобы предсказать структуру более поздних бесед. Они показали, что малыши разрабатывают свои собственные индивидуальные правила общения на основе слотов, в которые они могут вставлять определенные виды слов. Важным результатом исследования стало то, что правила, выведенные из речи малышей, лучше предсказывают последующую речь чем традиционные грамматики.